# Hyparrhenia coriacea
Hyparrhenia coriacea är en gräsart som beskrevs av Mazade. Hyparrhenia coriacea ingår i släktet Hyparrhenia och familjen gräs. Inga underarter finns listade i Catalogue of Life.